# Kievse Kroniek
De Kievse Kroniek of Kyivse Kroniek is een kroniek van het Kievse Rijk. Hij werd rond 1200 in het Vydoebitski-klooster geschreven als een voortzetting van de Primaire Kroniek (Nestorkroniek). Hij is bekendin  twee handschriften: een exemplaar in de Hypatiuscodex (circa 1425) en een kopie in de Chlebnikovcodex (circa 1575); in beide codices is de Kievse Kroniek ingevoegd tussen de Primaire Kroniek en de Galicisch-Wolhynische Kroniek. Hij bestrijkt de periode van 1118, waar de Primaire Kroniek eindigt, tot ongeveer 1200, hoewel wetenschappers het oneens zijn waar precies de Kievse Kroniek eindigt en de Galicisch-Wolhynische Kroniek begint.

## Samenstelling

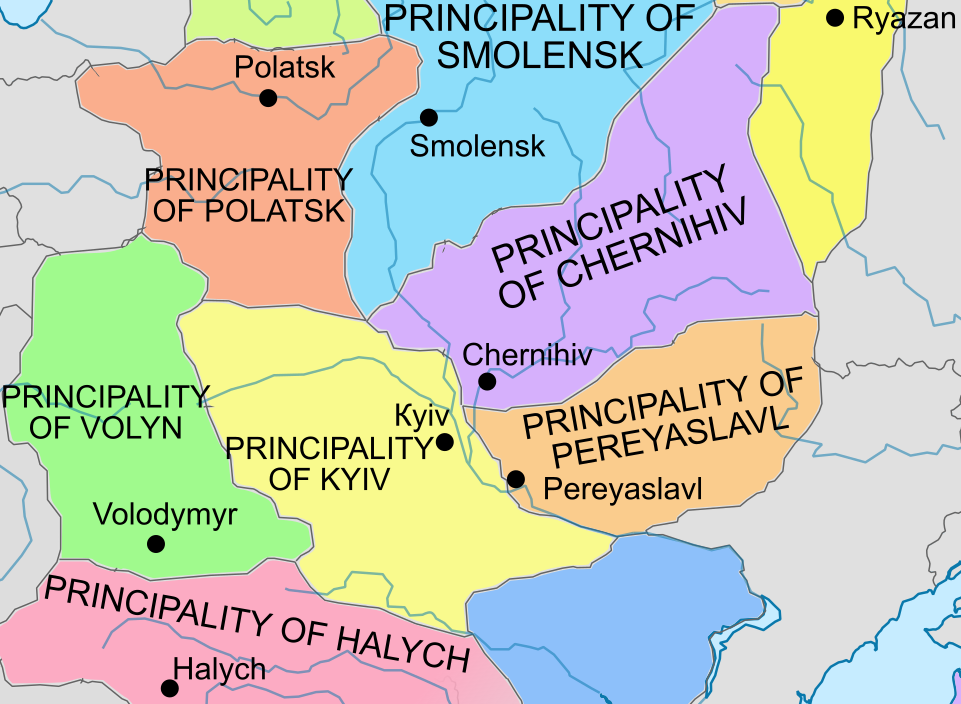
Het centrum van het Kievse Rijk in 1132, middenin de periode bestreken door de Kievse Kroniek

Toen historicus Leonid Makhnovets in 1989 een moderne Oekraïense vertaling van de hele Hypatiuscodex publiceerde, merkte hij op: "De ontstaansgeschiedenis van deze vroeg-14e-eeuwse kroniek[compilatie] is een zeer complex probleem. Even complex is de vraag wanneer en hoe elk deel van de kroniek is verschenen. Er bestaat een uitgebreide literatuur over dit onderwerp, er worden verschillende meningen geuit en discussies hierover duren voort."
Onder de bronnen die door de anonieme kroniekschrijver werden gebruikt, waren:
- een kroniek van de stad Perejaslavl;[1]
- verschillende familiekronieken van de Monomachovitsjen, in het bijzonder van Roerik Rostislavitsj, Igor Svjatoslavitsj (de hoofdpersoon in het Igorlied), Oleg III Svjatoslavitsj en Vladimir Glebovitsj;[1]
- een kroniek van het Holenklooster van Kiev.[1]

Er zijn aanwijzingen dat een redacteur in de 13e eeuw materiaal uit de Galicisch-Wolhynische Kroniek heeft toegevoegd. Omdat de bronnen, afgezien van de monastieke kronieken, seculier zijn en waarschijnlijk niet door monniken geschreven, is de Kievse Kroniek een politiek-militair verhaal over het uiteenvallen van het Kievse Rijk, waarin de verschillende vorsten van de Roes de hoofdrol spelen. Het bevat een historiografisch verslag van de gebeurtenissen in het Igorlied, waarin de basisvolgorde van de gebeurtenissen hetzelfde is. Het bevat ook een verhaal over het martelaarschap van vorst Igor Olgovitsj in 1147.
Pelenski (1987) wees erop dat de Kievse Kroniek een lengte heeft van 431 kolommen, waarin een periode van ongeveer 80 jaar wordt beschreven; een veel hogere informatiedichtheid dan de Primaire Kroniek, waarin maar liefst 258 jaar wordt beschreven in slechts 283 (eigenlijk 286) kolommen. Desondanks had destijds de Kievse Kroniek veel minder aandacht gekregen van onderzoekers dan de Primaire Kroniek.

## Auteurschap
Gebaseerd op de Paterik van het Kievse Holenklooster uit 1661, begonnen 17e-eeuwse schrijvers te beweren dat Nestor veel van de overgebleven kronieken van Kievse Roes schreef, inclusief de Primaire Kroniek (daarom ook wel "Nestorkroniek" genoemd), de Kievse Kroniek en de Galicisch-Wolhynische Kroniek. Echter vonden veel van de daarin beschreven gebeurtenissen plaats in het verloop van de 12e en 13e eeuw, lang na de dood van Nestor omstreeks 1114. In de jaren 1830 tot rond 1900 was er een fel academisch debat over het auteurschap van Nestor, maar de vraag bleef onopgelost en het geloof in het Nestoriaanse auteurschap bleef volharden.

## Inhoud

### Structuur
Lisa Lynn Heinrich (1977) verdeelde de Kievse Kroniek in de volgende hoofdstukken:
1. Laatste jaren van Vladimir II Monomach; regering van Mstislav Vladimirovitsj (1118–1126)
2. Regering van Vsevolod Olgovitsj (1140–1146)
3. Regering van Izjaslav Mstislavitsj (1146–1147)
4. Regering van Izjaslav Mstislavitsj (1148–1149)
5. Regering van Joeri Vladimirovitsj (1149–1150)
6. Regering van Joeri Vladimirovitsj (1151)
7. Regering van Joeri Vladimirovitsj (1152–1154)
8. Regering van Rostislav Joerjevitsj (van Novgorod), Joeri Vladimirovitsj en Izjaslav Davidovitsj (1154–1160)
9. Regering van Rostislav Mstislavitsj (1160–1169)
10. Regering van Mstislav Izjaslavitsj, Gleb Joerjevitsj, Vladimir Jaroslavitsj en Roman Rostislavitsj (1169–1174)
11. Regering van Jaroslav Izjaslavitsj (1174–1180)
12. - 15. Regering van Svjatoslav Vsevolodovitsj en Roerik Rostislavitsj (1180–1200)

### Stijl en gebeurtenissen
De Kievse Kroniek is een rechtstreekse voortzetting van de tekst van de Primaire Kroniek. De oorspronkelijke tekst van de Kievse Kroniek is verloren gegaan; de versies die bewaard zijn gebleven in de Hypatiuscodex en Chlebnikovcodex zijn niet van elkaar gekopieerd, maar delen een gemeenschappelijke voorouder die (tot dusver) niet is teruggevonden.
In tegenstelling tot de Primaire Kroniek, waarin de Litouwers werden afgeschilderd als een volk dat onderworpen was door Jaroslav de Wijze en tot minstens het begin van de 12e eeuw tribuut bracht aan de Kievse Roes, vertelt de Kievse Kroniek over een veldtocht uit 1132 waarin een Roes' leger Litouwse nederzettingen had platgebrand, maar op de terugweg door de Litouwers in een hinderlaag werd gelokt en zware verliezen leed.
De Kievse Kroniek bevat verwijzingen naar de val van Jeruzalem in 1187 en de dood van keizer Frederik Barbarossa tijdens de Derde Kruistocht in 1190, waarbij het eerste – en het mislukken van de kruistocht – werd beschouwd als een goddelijke straf voor de zonde en het laatste als een martelaarschap.

### Einde
Er is geen consensus onder onderzoekers waar de Kievse Kroniek eindigt en de Galicisch-Wolhynische Kroniek begint. Volgens Jusupović (2022) eindigt de tekst van de Kievse Kroniek in de Chlebnikovcodex in het jaar 6704 (1196), maar in de Hypatiuscodex in het jaar 6706 (1198). De notitie van het jaar 6709 ("1199"; moet eigenlijk "1200" zijn) bevat een lange lofzang, waarin Roerik Rostislavitsj wordt geprezen (met tussenpozen grootvorst van Kiev tussen 1173 en 1210, overleden in 1215), eindigend met "Amen". Daarop volgt het zinnetje: "Het begin van de regering van grootvorst Roman, vorst van Galicië (Halytsj), wiens domein het gehele land van Roes' was." Volgens Perfecky (1973) en Heinrich (1977) eindigt de Kievse Kroniek daar. Eerdere wetenschappers zagen dit echter als de eerste zin van de Galicisch-Wolhynische Kroniek, waaronder Bestuzev-Rjumin, A. Galaxov (1863), en PSRL (1908).